# Bezirk Nagylak

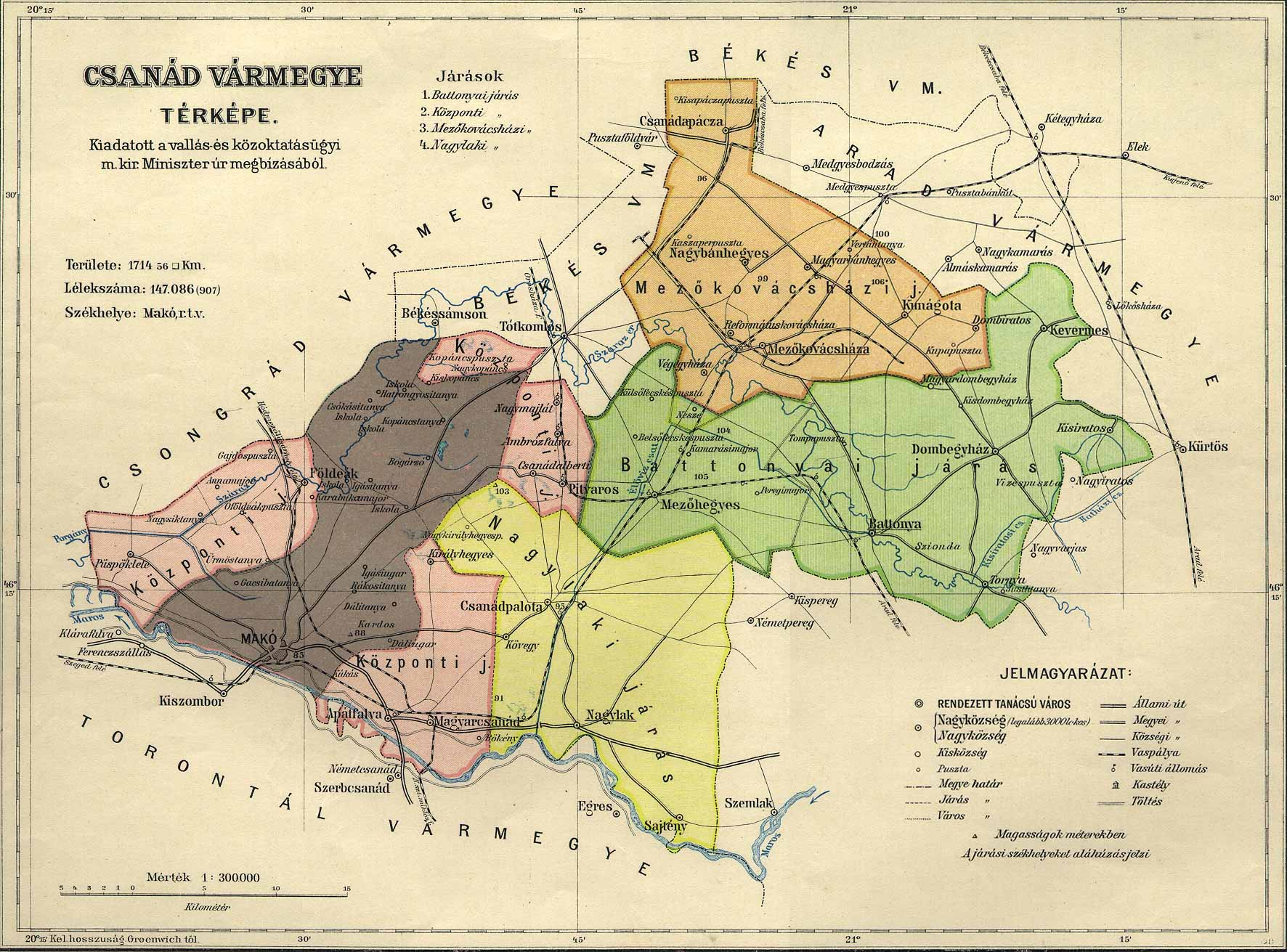
Bezirk Nagylak (gelb markiert) im südlichen Teil des Komitats Csanád

Der Bezirk Nagylak (auch Stuhlbezirk Nagylak, ungarisch Nagylaki járás) war eine ungarische Verwaltungseinheit im Komitat Csanád. Der Bezirk lag im südlichen Teil des Komitats. Er grenzte im Norden an den Bezirk Központ und den Bezirk Battonya, im Osten an das Komitat Arad, im Süden an das Komitat Torontál und im Westen an den Bezirk Központ. Die Landschaft des Bezirks war zum größten Teil eben. Im Süden bildete der Fluss Maros die Grenze zum Komitat Torontal. Der Bezirk hatte im Jahr 1913 insgesamt 26.853 Einwohner und der Verwaltungssitz befand sich in der Großgemeinde Nagylak, die im südlichen Teil des Bezirks lag. Nach dem Vertrag von Trianon wurde der Bezirk kleiner, da die Großgemeinden Nagylak und Sajtény dem Königreich Rumänien zugeteilt wurden. Der Bezirk wurde im Zuge der Verwaltungsreform 1950 zusammen mit dem Komitat aufgelöst.

## Übersicht der Orte im Bezirk Nagylak (Stand 1913)
|               | Ortsname     | Einwohnerzahl | Häuser | Fläche (Katastraljoche) |
| Großgemeinden | Csanádpalota | 6.096         | 1.387  | 16.272                  |
|               | Kövegy       | 837           | 206    | 1.693                   |
|               | Nagylak      | 14.043        | 2927   | 24.607                  |
|               | Sajtény      | 4.965         | 1.096  | 11.612                  |
|               |              |               |        |                         |
|               | gesamt       | 25.941        | 5.616  | 11.612                  |